# Retraction
Eine Retraction ist das Zurückziehen eines wissenschaftlichen Artikels. Sie zeigt, dass der Artikel nicht hätte publiziert werden sollen. Insbesondere wenn der Artikel nur geringe Mängel aufweist, wird auch von „correction“ gesprochen. Wenn ein Artikel zurückgezogen wird, erscheint normalerweise eine retraction notice auf der Website des Journals und in der Folgeausgabe. Vor der weitläufigen Nutzung des Internets für wissenschaftliche Recherche mussten Forscher aktiv nach diesen retraction notices suchen. Einige Fachzeitschriften geben auch den Grund an, warum der Artikel zurückgezogen wurde. Das Paper kann sowohl von den Autoren selbst, oder aber von Seiten der Herausgeber des Journals ohne Zustimmung der Autoren zurückgezogen werden.
Gefälschte Daten, Fehler, Plagiate, Autorenstreitigkeiten oder die Tatsache, dass die Studie nicht erfolgreich repliziert werden kann, sind einige Gründe, die zu einer Retraction führen können. Abhängig vom Grund der Retraction ist die Validität des Artikels in unterschiedlichem Maße betroffen.
Das International Committee of Medical Journal Editors empfiehlt zurückgezogene Publikationen nicht mehr zu zitieren. Eine Ausnahme hierzu ist das Zitieren im Zusammenhang mit der Retraction.
Die Zahl der Retractions nimmt aufgrund des gewerbsmäßigen Betrugs von Paper Mills seit etwa 30 Jahren exponentiell zu, und es wird geschätzt, dass nur 25 % aller betrügerischen Paper zurückgezogen werden.

## Trivia
Trotz der gemeinhin verbreiteten Redewendung Publish or Perish (etwa: „Wer schreibt, der bleibt [akademisch angesehen]“), setzen sich Wissenschaftler vermehrt für die Ablegung des Stigmas zurückgezogener Artikel und im Sinne guter wissenschaftlicher Praxis für die selbstständige Anzeige möglicher Zweifel ein. Bis Januar 2025 besaßen mindestens 22 Nobelpreisträger zurückgezogene Veröffentlichungen.